# Marcel Stutter
Marcel Stutter (Kamen, 1988. március 6. –) német labdarúgó-középpályás.